# Вік (издательство)
Век — издательство, основанное в 1895 году в Киеве по инициативе А. Я. Кониского. Название получило после выхода сборника сочинений украинских поэтов «Век». Его основатели: В. Н. Доманицкий, В. Ф. Дурдуковский, С. А. Ефремов, А. И. Лотоцкий, Ф. П. Матушевский, студенческий кружок во главе с Д. В. Антоновичем (который вскоре переехал в Харьков, где основал издательство «Гурт»). 
Существовало до 1918. В работе издательства участвовали М. Ф. Комаров, В. К. Прокопович, П. Я. Стебницкий, члены семинарской общины и др.

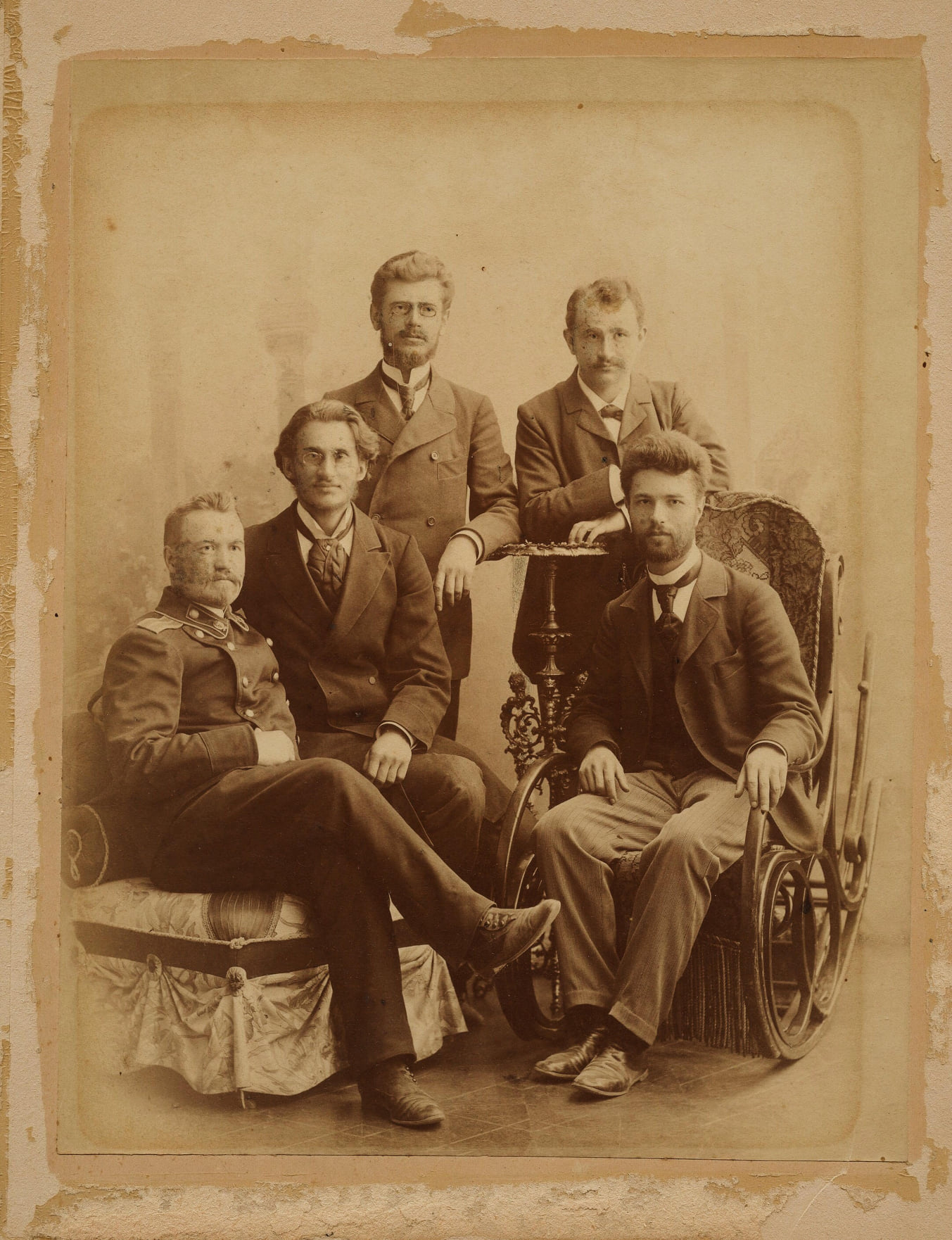
Фотография группы "вековцев". Сидят (слева направо): А. И. Лотоцкий, В. Н. Доманицкий, С. А. Ефремов. Стоят Ф. П. Матушевский, В. Ф. Дурдуковский. Киев, начало 1900-х гг.

## Издания
Главные серии издательства:
- «Украинская библиотека» (соч. Марка Вовчка, А. Е. Крымского, С. В.Руданского, И. Я.Франко, Т. Г.Шевченко и др.),
- «Народные издания» (соч. О.Кониского, Днипровой Чайки, И. К. Карпенко-Карого, Панаса Мирного, Б. Д. Гринченко и др.),
- «Сельская библиотека» (научно-популярные и беллетристические брошюры);
- 3-томная «Антология украинской литературы»;

Альманахи:
- «Литературный сборник, изложенный в память А. Кониского» (1903),
- «Вечной памяти Ивана Котляревского» (1904).

В активный период деятельности (1898—1905) опубл. 91 книга тиражом 325 тыс. экз. За всё время существования, несмотря на тяжелые цензурные условия, «Век» издал 140 названий, 560 тыс. экз. беллетристических и популярных произведений.